# Пассамеццо
Пассаме́ццо (итал. passamezzo) — жанр танцевальной и инструментальной музыки в XVI—XVII веках, в рамках которого сформировались популярные (одноимённые) модели гармонического остинато.

## Краткая характеристика
Происхождение названия не установлено, возможная этимология — от итал. «pass’e mezzo», букв. «полтора шага». Франсиско де Салинас (1577) называл пассамеццо «миланской паваной», что указывает на стилистическое родство паваны и пассамеццо.
Возникнув в Италии (первые известные образцы датированы примерно 1530 годом), вскоре приобрело известность и за её пределами (в Англии, Германии, Нидерландах, Франции). По музыкальному стилю пассамеццо близко паване, которую вытеснило с её традиционного первого места в танцевальной сюите. Сложились определённые гармонические модели (формулы) пассамеццо — «старинная» формула (итал. passamezzo antico, по-другому, «passamezzo per b molle», имеется в виду минорное наклонение) и «современная» (итал. passamezzo moderno, иначе, «passamezzo per b quadro», то есть мажорное наклонение формулы):

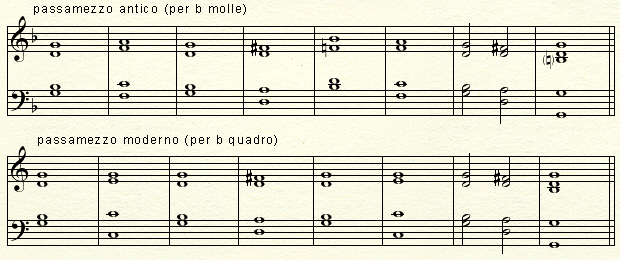

В некоторых случаях гармоническая формула пассамеццо имеет расширение в виде коды. Равномерная ритмичная пульсация аккордов сочетается с фигурационной, нередко виртуозной мелодической линией.
В Италии XVI в. широкое распространение получили пассамеццо, главным образом, для лютни и клавишных инструментов. Среди авторов в XVI—XVII веках С. Молинаро, А. Габриели, В. Галилей, Б. Марини, Дж. Б. Витали, У. Бёрд, Дж. Булл, Г.Нейзидлер, C.Шейдт, Я. П. Свелинк и мн. др. Лютнист Джакомо Гордзанис (Gorzanis) написал цикл из 24 пассамеццо (в паре с сальтареллой) для всех 12 высотных позиций (оригинальный термин «chiavi», имеются в виду транспозиции базового звукоряда g-дорийского лада) хроматической октавы — 12 на «старинную» и 12 на «современную» формулы (1567; рукопись не опубликована). В. Галилей реализовал похожую «темперационную» идею в 1584, написав для каждой из 12 высотных позиций (в «старинном» и «современном» стилях) микроциклы из пассамеццо, романески и сальтареллы.
Пассамеццо создавались также на основе других моделей, например на тему народной песни «La rocha e’l fuso», танцевальную тему «La battaglia» (пародия на фантазию «Битва» К. Жанекена) и др. Со второй половины XVII века пассамеццо практически не встречаются.